# 楊訓文
杨训文（?—1372年），字克明，四川潼川人，元末明初政治人物。
善于詩歌，元朝時，擔任淮海书院山长，后移居江都。朱元璋称吴王时，任命他擔任起居注，两迁至左司郎中。洪武三年，擔任礼部尚书。次年，改任戶部尚書，后出任河南参政。卒於洪武五年（1372年）。